# Nathan Fillion
Nathan Christopher Fillion (født 27. marts 1971) er en canadisk skuespiller, der nok bedst kendes fra sin rolle i Firefly og sin rolle i krimiserien "Castle". Han har også medvirket i tv-serien Desperate Housewives som Dr. Adam Mayfair. Udover tv-skuespil har han lagt stemme til computerspillene Jade Empire (2005) og Halo 3 (2007).

## Privatliv
Fillion blev født i Edmonton, Alberta. Forældrene, Cookie og Bob, var begge engelsklærere. Han har en storebror, Jeff Fillion.

## Filmografi
| År   | Titel                         | Rolle                            | Note(r)       |
| ---- | ----------------------------- | -------------------------------- | ------------- |
| 1994 | Strange and Rich              | Walter Hoade                     |               |
| 1998 | Saving Private Ryan           | James Frederick 'Minnesota' Ryan |               |
| 1999 | Blast from the Past           | Cliff                            |               |
| 2000 | Dracula 2000                  | Father David                     |               |
| 2003 | Water's Edge                  | Robert Graves                    |               |
| 2004 | Outing Riley                  | Luke Riley                       |               |
| 2005 | Serenity                      | Malcolm Reynolds                 |               |
| 2006 | Slither                       | Bill Pardy                       |               |
| 2007 | Waitress                      | Dr. Jim Pomatter                 |               |
| 2008 | Trucker                       | Runner                           |               |
| 2013 | Monsters University           | Stemme, Johnny                   |               |
| 2013 | Percy Jackson & Uhyrernes hav | Hermes                           |               |
| 2014 | Guardians of the Galaxy       | Indsat                           | Gæsteoptræden |
| 2018 | Night Hunter                  | Quinn                            |               |
| 2021 | The Suicide Squad             | T.D.K.                           |               |

### Tv-serier
| År        | Titel                           | Rolle                | Note(r)       |
| --------- | ------------------------------- | -------------------- | ------------- |
| 1994-1997 | One Life to Live                | Joey Buchanan        |               |
| 1996      | Spin City                       | Mand                 | Ukrediteret   |
| 1997      | Total Security                  | Troy Larson          |               |
| 1998-2001 | To fyre, en pige og et pizzeria | Johnny Donnelly      |               |
| 1999      | The Outer Limits                | Michael Ryan         |               |
| 2001      | King of the Hill                | Stemme, Frisbee mand |               |
| 2002      | Firefly                         | Malcolm Reynolds     |               |
| 2003      | Buffy - Vampyrernes Skræk       | Caleb                |               |
| 2003-2004 | Miss Match                      | Adam Logan           |               |
| 2006      | Lost                            | Kevin Callis         | Afsnit "I Do" |
| 2007      | Drive                           | Alex Tully           |               |
| 2007-2014 | Robot Chicken                   | Forskellige stemmer  | Fem afsnit    |
| 2008      | Dr. Horrible's Sing-Along Blog  | Captain Hammer       | Web-miniserie |
| 2007-2008 | Desperate Housewives            | Dr. Adam Mayfair     |               |
| 2009-2016 | Castle                          | Rick Castle          |               |
| 2016-2017 | Modern Family                   | Rainer Shine         | Guest Star    |
| 2018-2023 | The Rookie                      | John Nolan           |               |